# شهرستان هوارد (آرکانزاس)
شهرستان هوارد، آرکانزاس (به انگلیسی: Howard County, Arkansas) شهرستانی در ایالات متحده آمریکا است که در آرکانزاس واقع شده‌است.

## خصوصیات
شهرستان هوارد ۱٬۵۴۱٫۰۵ کیلومترمربع مساحت دارد.